# 女性学 (奥贾兰)

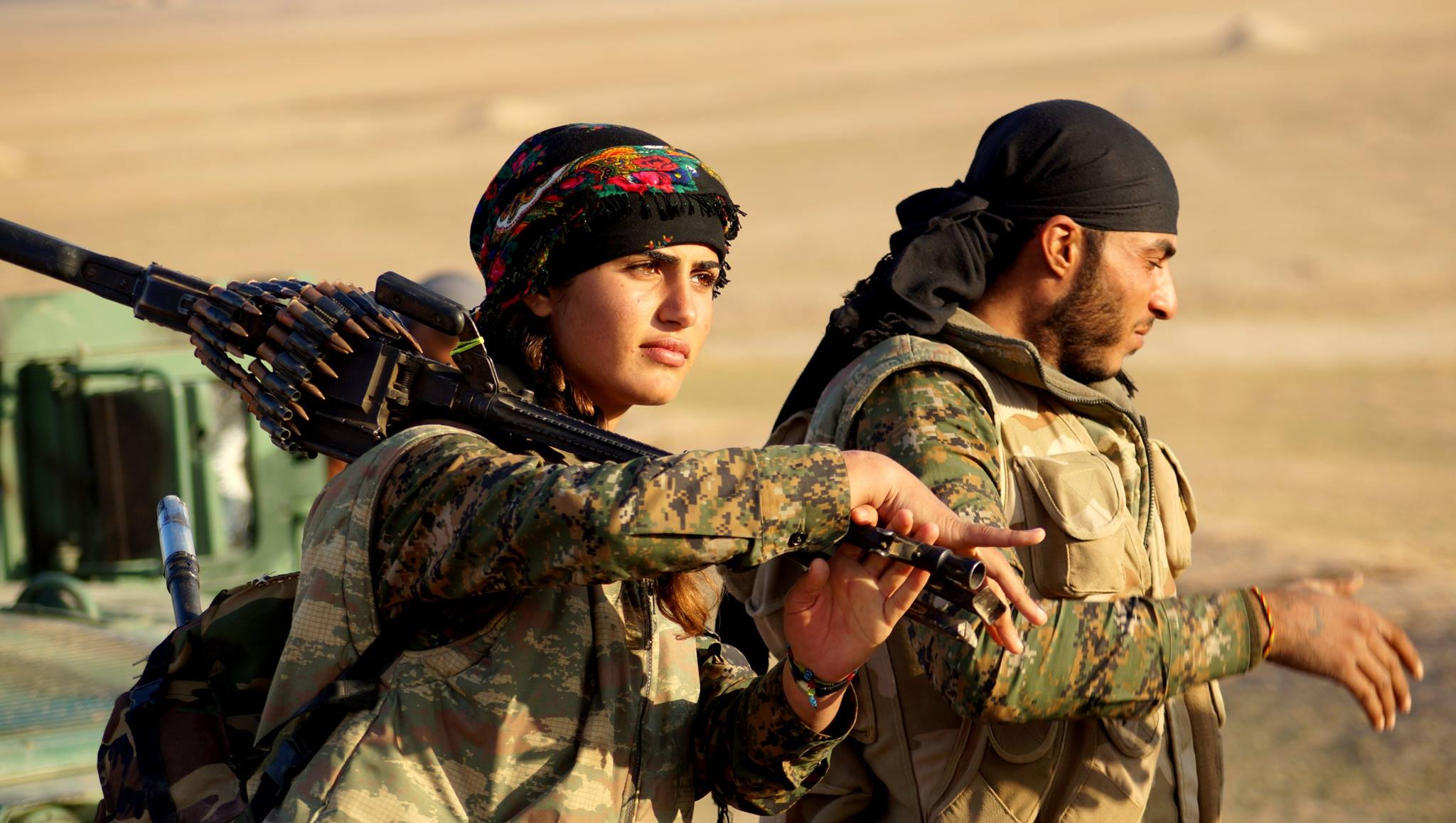
阿西亚·拉马赞·安塔尔 (1998年—2016年) ，女性主义者和妇女保护部队战士

女性学是一种由库尔德斯坦工人党及其外围组织库尔德斯坦社群联盟的领袖阿卜杜拉·奥贾兰提倡的女性主义和性别平等形式。奥贾兰认为中东社会中以荣誉为基础的宗教和部落规则限制了女性的自由，他表示“一个国家若要自由，首先女性必须自由”，女性的自由水平决定整个社会的自由程度。
女性学是民主邦联主义的组成部分，而民主邦联主义是北部和东部叙利亚自治行政区（又称罗贾瓦）的基本治理理念。